# Jacob Koller
Jacob Koller (* 9. März 1980 in Phoenix, Arizona) ist ein amerikanischer Jazzmusiker (Piano, Arrangement, Komposition).

## Leben und Karriere
Koller begann mit dem Klavierspiel, als er vier Jahre alt war, angeblich weil sein großer Bruder Klavier spielte und er es ihm nachtun wollte. Mit 5 Jahren gab er sein erstes Klavierkonzert, und bevor er in die High School kam, hatte er bereits über 10 Wettbewerbe für Klassisches Piano gewonnen, inklusive der Arizona Yamaha Piano Competition.
In der High School entwickelte er dann eine Vorliebe für Jazz und Improvisation. Mit 14 Jahren begann Koller professionell in der Umgebung von Phoenix Musik zu spielen, unter anderem mit bekannten Jazzmusikern wie Dennis Roland, Jesse McGuire, Margo Reed, Dwight Killian, Dom Moio und Fred Forney. Im Anschluss absolvierte er ein klassisches und Jazz-Piano-Studium an der Arizona State University, unter anderem mit Chuck Marohnic als Lehrer; des Weiteren nahm er Unterricht bei Fred Hersch, Kenny Werner und Uri Caine
Im Jahr 2007 wurde Koller als einer von nur fünf Finalisten aus den USA für das Cole Porter Jazz Piano Fellowship ausgewählt. Anschließend ging er auf Tour und nahm international mit Künstlern wie Tony Malaby, Terence Blanchard, Mark Dresser, Brian Allen, Kōji Fujika, Coppe, DJ Kensei, Martin Denny, Rickey Woodard und Abe Lagrimas und anderen auf. Mit dem Posaunisten betrieb er das Duo Brainkiller, das sich dann mit Schlagzeuger Hernan Hecht zum Trio erweiterte und international tourte.
Nachdem Koller in den USA professionell als Jazz-Musiker gearbeitet hatte, zog er im Mai 2009 nach Japan. Einen Monat später wurde er vom Präsidenten einer Plattenfirma entdeckt, welcher ihn Klavier spielen sah, woraufhin er den Auftrag erhielt, 15 Songs für ein Solo-Piano-Album zu arrangieren, welches sich schließlich über 10.000 Mal verkaufte. Danach folgten weitere Aufträge, und Koller begann, seine ersten eigenen CDs in Japan zu veröffentlichen, bei Labels wie Colombia und Universal Records.
Im März 2015 gewann Koller die „Piano King Championship“, eine Sendung von TV Asahi’s „Kanjani no Nishikata Eights“. In der Zwischenzeit wurde er in bekannten Musikmagazinen wie Jazz Japan und Chopin Magazine sowie in zahlreichen Zeitungen vorgestellt und hielt in ganz Japan Seminare über das Arrangieren. Seine Originalarrangements wurden in der Fachzeitschrift Piano Style veröffentlicht. 2017 beschloss Koller dann, sein eigenes Label „JIMS Music Productions“ zu gründen, um Dinge genauso zu machen, wie er es wollte.
Koller hat bis 2024 zehn Alben aufgenommen und gab viele Live-Konzerte, hauptsächlich in seiner Wahlheimat Japan. Er wurde vor allem durch seine Darbietungen von bekannten Musikstücken bekannt: Sein Easy-Listening-Medley des Film-Musicals „La La Land“ wurde auf Spotify über 1,3 Millionen Mal abgespielt (Stand: November 2024). Auf seinem YouTube-Kanal „Jacob Koller / The Mad Arranger (Jacob Koller)“ mit über 317.000 Abonnenten hat er mehr als 250 Videos veröffentlicht, in welchen er unter anderem Musiktitel von Studio-Ghibli-Animes wie Mein Nachbar Totoro oder Prinzessin Mononoke interpretiert sowie Stücke von Stevie Wonder und Henry Mancini.
Zudem eröffnete Koller 2014 Jacob’s International Music School als Klavierschule, die einen Jazz-Ansatz unter Verwendung von Originalmaterialien unterrichtet.

## Diskographische Hinweise
- Brainkiller: Brainkiller (2001, Braintone Records)[10]
- Jacob Koller & Maki Mannami: Pilot (2011, P-Vine Records)
- Cinematic Piano Paradise (2011, Omagatoki)
- Brainkiller: Colourless Green Superheroes (2013, Rare Noise Records)[3]
- Piano Cafe – Healing Jazz (2015, Columbia)
- Reflection (2020, JIMS Records)